# ایان نارف
ایان نارف، (به انگلیسی: Ian Narev) (زاده ۱۹۶۷) کارآفرین، بانکدار، وکیل و مدیر ارشد اجرایی نیوزیلندی است، که در حال حاضر به‌عنوان مدیر عامل اجرایی کامان‌ویت بانک فعالیت می‌کند.